# Runaway 3: A Twist of Fate
Runaway 3: A Twist of Fate (česky Runaway 3: Osudový zvrat) je třetí pokračování ze série počítačových her Runaway. Jedná se o kreslenou 2D adventuru od Pendulo Studios. Hra byla poprvé vydána 26. listopadu 2009, v České republice až v roce 2010. Děj hry volně navazuje na příběh druhého dílu, Runaway 2: The Dream of the Turtle (Runaway 2: Želví sen). Opět se zde setkáme s dvěma hlavními postavami – Brianem Basco a Ginou Timmins. Oproti předchozím dvěma dílům tu je však jedna velká změna – tentokrát už hráč neovládá jen postavu Briana, ale v některých částech hry ovládá Ginu.

## Postavy
- Brian Basco
- Gina Timmins – přítelkyně Briana
- Ian C. Bennett – psycholog v ústavu Happy Dale Mental Hospital, kam Briana poslali
- Loretta Palmer – zdravotní sestra v ústavu
- Ernie A. Parsley – dozorce v ústavu
- Gabriel „Gabbo“ Spiegelman – pacient v ústavu, Brianův kamarád
- Jacob Z. Kurgan – pacient v ústavu
- Jerome Chapman
- Tarantula – viz Runaway 2: The Dream of the Turtle
- Nathaniel L. Kordsmeier – viz Runaway 2: The Dream of the Turtle, objevuje se pouze ve vzpomínkách
- Zachariah O'Connor – hloupý vojín sloužící Kordsmeierovi, objevuje se pouze ve vzpomínkách
- Wasabi
- Fatzilla

## Nástin příběhu

### Kapitola 1.
Hra začíná pohřbem Briana Basca. Po ukončení obřadu, zazvoní Gině telefon s číslem Briana. Dozví se, že Brian je naživu, avšak je momentálně zaživa pohřben ve svém hrobě a chce, aby ho dostala ven. Gině se přes kryptu nakonec podaří prokopat do hrobu. V hrobě ale nenajde Briana, nýbrž jeho známého Gabba, který byl spolu s ním v psychiatrickém ústavu, kam Briana poslala soudkyně. Brian byl totiž obviněn z vraždy generála Kordsmeiera (viz Runaway 2: The Dream of the Turtle), cítí se nevinný, sám si ale nic nepamatuje, a proto byl poslán do ústavu, aby doktor Bennett zjistil, zda mluví pravdu. Gabbo Gině poví o Brianově pobytu v ústavě.

### Kapitola 2.
Brian zaslechl Dr. Bennetta, jak říká soudkyni, že jeho pacient je zdravý a nebezpečný člověk, a měl by tedy být ve vězení. Brian proto požádal Gabba, aby mu poradil, jak z ústavu utéct. Sdělí mu plán útěku skrze větrací šachty v herně, avšak tento plán uslyší i Kurgan, který sebere klíč a zamkne za sebou dveře do herny. Nakonec se Brianovi podaří do herny dostat a větrací šachtou se dostane až k hlavnímu větráku. Zde najde mrtvého Kurgana, kterému větrák urazil hlavu. Když se Brian snaží tělo a hlavu odklidit, omylem hodí hlavu do pece, kde je spálena na prach.

### Kapitola 3.
Gina a Gabbo dorazí do chaty plukovníka Jerome Chapmana a setkají se s doktorem Bennettem. Jerome Chapman nejspíše spáchal sebevraždu a Gina mu pomůže s hledáním důkazů, Chapman totiž věřil v Brianovu nevinu. Bennett se později vydá za šerifem. Bennett s Ginou nakonec vyloučí Chapmanovu sebevraždu a zjistí, že za jeho vraždou stála Tarantule. K chatě však dorazí Wasabi a Fatzilla (Tarantulini nohsledi) a následně je Doktor Bennett zastřelen. Gina a Gabbo o vlásek uniknou a ujíždí z místa pryč.

### Kapitola 4.
Gabbo Gině dopoví zbytek příběhu, co se dělo s Brianem v ústavu. Po objevu Kurganova těla Gabbo Brianovi poradil, aby Kurganovo bezhlavé tělo upravil tak, aby vypadalo jako jeho vlastní. Upraví mu tedy vlasy a nehty, nakreslí tetování a vymění lékařské záznamy. Brian uteče a všichni si myslí, že Brian je mrtvý a Kurgan utekl.

### Kapitola 5.
Po několika dnech skrývání se Brian vydává k bytu Dr. Bennetta, aby zde ukradl zprávu o své terapii a dozvěděl se, co se skutečně stalo na Mala Islands a kdo Kordsmeiera skutečně zabil. Mezitím dorazí Gina a Gabbo a setkají se soudkyní Lutritii Whitley, bydlící kousek od Bennetta. S Ginou probírá Brianův záznam, což jsou vzpomínky na předchozí díly.
Ve vzpomínkové vsuvce Brian zachránil Ginu, probojuje se do vojenského tábora a na prosbu mimozemšťanů chce usvědčit generála i Tarantuli z nelegální činnosti, aby od nich měli navždy pokoj. Brian ovládá plukovníka Kordsmeira za použití mentálního ovladače od Trantorianů (mimozemšťanů). Narazí na mariňáka Zachariaha O'Connora, který na Brianův-Kordsmeierův rozkaz uschová vzácný zdroj energie trantonit. Brian později najde záznamy o neoprávněném činění Kordsmeiera a Tarantule. Zavolá Chapmanovi, předá mu důkazy a chce, aby zatkl Kordsmeira a Tarantuli. Tarantule se ale mezitím probudí a vezme Brianův ovladač mysli. Tak ovládne Briana a donutí jej zastřelit plukovníka Kordsmeiera, poté unikne a Brian ztratí paměť.

### Kapitola 6.
Doktor Bennett poté zaznamená výsledek terapie, který mluví v prospěch Briana. Hovor, který kdysi Brian slyšel, nebyl o něm, ale o Kurganovi. V bytě soudkyně se najednou objeví sestra Palmerová, tedy Tarantule. Paralyzérem se postará o Gabba a Ginu svážou. Poté vše zorganizuje tak, aby byl Brian opět usvědčen, a vyhrožuje soudkyni životem její dcery. Do místnosti, kde je Gina se pak dostane Brian a pokusí se vymyslet plán, jak se z této situace dostat.
Brian namluví číšníkovi Jonahovi z restaurace opodál, že budou točit film a chtějí, aby hrál roli mafiána. Tarantule totiž už zavolala místním mafiánův, že chce trantorit prodat, a čeká na jejich příchod. Brian se vypořádá s Fatzillou a Wasabim. Jonah přijde s kufříkem s falešnými penězi naplněnými chloroformem a po otevření kufříku oba usnou. Brian tedy osvobodí Ginu i ostatní, a soudkyně se proto rozhodne postavit za Brianovo očištění. Když přijedou skuteční mafiáni, Gina s Brianem je v převleku obelstí, prodají jim falešný kámen a s kupou peněz utečou pryč.